# Liste der denkmalgeschützten Objekte in Mariasdorf
Die Liste der denkmalgeschützten Objekte in Mariasdorf enthält die 8 denkmalgeschützten, unbeweglichen Objekte der burgenländischen Gemeinde Mariasdorf.

## Denkmäler
| Foto |                 | Denkmal                                                                    | Standort                                                        | Beschreibung | Metadaten |
| ---- | --------------- | -------------------------------------------------------------------------- | --------------------------------------------------------------- | --- | --- |
| ja   | Datei hochladen | Direktorvilla, sog. Werkschlössel HERIS-ID: 12084 Objekt-ID: 8218seit 2012 | Bergwerk 42 Standort KG: Bergwerk                               | Auch als „Antimonschlössel“ bekannt. Es wurde 1869 an der Stelle des Verwalterhauses eines Antimonbergwerks errichtet. Als bekanntester ehemaliger Besitzer gilt der österreichische Nationalökonom Othmar Spann. Ein markantes Element ist der zinnenbekrönte Turm. | BDA-Hist.: Q38121560 Status: Bescheid Stand der BDA-Liste: 2025-06-30 Name: Direktorvilla, sog. Werkschlössel GstNr.: 600/2 Direktorvilla (Bergwerk)            |
| ja   | Datei hochladen | Glockenturm HERIS-ID: 12083 Objekt-ID: 8217                                | Bergwerk 47 Standort KG: Bergwerk                               | Der dreigeschoßige Glockenturm stammt aus der 2. Hälfte des 19. Jahrhunderts. | BDA-Hist.: Q38121504 Status: § 2a Stand der BDA-Liste: 2025-06-30 Name: Glockenturm GstNr.: 68 Glockenturm (Bergwerk)                                           |
| ja   | Datei hochladen | Evangelisches Schul- und Bethaus HERIS-ID: 12087 Objekt-ID: 8221           | Grodnau 50 Standort KG: Grodnau                                 | | BDA-Hist.: Q38121631 Status: § 2a Stand der BDA-Liste: 2025-06-30 Name: Evangelisches Schul- und Bethaus GstNr.: 80 Evangelisches Schul- und Bethaus (Grodnau)  |
| ja   | Datei hochladen | Evangelisches Schul- und Bethaus HERIS-ID: 12094 Objekt-ID: 8228           | Mariasdorf 26 Standort KG: Mariasdorf                           | | BDA-Hist.: Q38121933 Status: § 2a Stand der BDA-Liste: 2025-06-30 Name: Evangelisches Schul- und Bethaus GstNr.: 113                                            |
| ja   | Datei hochladen | Kath. Pfarrkirche Mariae Himmelfahrt HERIS-ID: 12091 Objekt-ID: 8225       | Standort KG: Mariasdorf                                         | Die spätgotische Pfarrkirche Mariae Himmelfahrt zählt zu den schönsten des Burgenlandes. Der Bau wurde um 1400 am Standort einer bereits existierenden Kirche begonnen, aber wohl im frühen 15. Jh. eingestellt. Gegen Ende des Jahrhunderts wurden die Arbeiten fortgesetzt. Im 17. und 18. Jh. wurde die Kirche umgebaut, um sie an den damaligen Zeitgeschmack des Barock anzupassen. 1882–1899 wurden diese Umbauten unter der Leitung von Imre Steindl weitgehend rückgängig gemacht und das Bauwerk wieder in gotischer Formensprache gestaltet. Zeuge dieses zweiten, neugotischen Umbaus sind der Hochaltar, die Kanzel, das Taufbecken, alle aus Keramik, hergestellt von der Zsolnay Porzellanfabrik und die Buntglasfenster von Miksa Roth. | BDA-Hist.: Q25914503 Status: § 2a Stand der BDA-Liste: 2025-06-30 Name: Kath. Pfarrkirche hl. Maria GstNr.: 196 Pfarrkirche Mariasdorf                          |
| ja   | Datei hochladen | Grabsteine HERIS-ID: 12093 Objekt-ID: 8227                                 | Standort KG: Mariasdorf                                         | An der Ostmauer des ehemaligen Friedhofs sind Fragmente von Grabsteinen aus dem 17. und 18. Jahrhundert zu sehen. | BDA-Hist.: Q63986648 Status: § 2a Stand der BDA-Liste: 2025-06-30 Name: Grabsteine GstNr.: 196                                                                  |
| ja   | Datei hochladen | Volksschule, ehem. evang. Bethaus HERIS-ID: 12085 Objekt-ID: 8219          | Neustift bei Schlaining 27 Standort KG: Neustift bei Schlaining | | BDA-Hist.: Q38121610 Status: § 2a Stand der BDA-Liste: 2025-06-30 Name: Volksschule, ehem. evang. Bethaus GstNr.: 73                                            |
| ja   | Datei hochladen | Evangelisches Schul- und Bethaus HERIS-ID: 12090 Objekt-ID: 8224           | Tauchen 33 Standort KG: Tauchen                                 | | BDA-Hist.: Q38121797 Status: § 2a Stand der BDA-Liste: 2025-06-30 Name: Evangelisches Schul- und Bethaus GstNr.: 121 Evangelisches Schul- und Bethaus (Tauchen) |